# (3781) Dufek
(3781) Dufek est un astéroïde de la ceinture principale.

## Description
(3781) Dufek est un astéroïde de la ceinture principale. Il fut découvert le 2 septembre 1986 à l'Observatoire Kleť par Antonín Mrkos. Il présente une orbite caractérisée par un demi-grand axe de 2,84 UA, une excentricité de 0,08 et une inclinaison de 2,0° par rapport à l'écliptique.

## Compléments